# Zeofil·lita
|  | No s'ha de confondre amb Zeolita. |

La zeofil·lita és un mineral de la classe dels silicats. Rep el seu nom del grec "ρέω", "bullir", i "φύλλον", "full", al·ludint a la seva ocurrència en formes foliades hemisfèriques i intumescència a la calefacció.

## Característiques
La zeofil·lita és un silicat de fórmula química Ca13(Si10O28)F10·6H₂O. Cristal·litza en el sistema triclínic. La seva duresa a l'escala de Mohs és 3.
Segons la classificació de Nickel-Strunz, la zeofil·lita pertany a «09.EE - Fil·losilicats amb xarxes tetraèdriques de 6-enllaços connectades per xarxes i bandes octaèdriques» juntament amb els següents minerals: bementita, brokenhillita, pirosmalita-(Fe), friedelita, pirosmalita-(Mn), mcgillita, nelenita, schal·lerita, palygorskita, tuperssuatsiaïta, yofortierita, windhoekita, falcondoïta, loughlinita, sepiolita, kalifersita, gyrolita, orlymanita, tungusita, reyerita, truscottita, natrosilita, makatita, varennesita, raïta, intersilita, shafranovskita, zakharovita, minehil·lita, fedorita, martinita i lalondeïta.

## Formació i jaciments
Va ser descoberta a Velké Březno, a la regió d'Ústí nad Labem, a Bohèmia, República Txeca. També ha estat descrita en altres indrets d'Europa, Canadà i els Estats Units.